# جرج کلر
جرج کلیر (به انگلیسی: George Klir) استاد چک-آمریکایی رشته علوم سیستم‌ها در مرکز تحقیقات سیستم‌های هوشمند در دانشگاه بینگهمتون نیویورک است.

## زندگی‌نامه
جرج کلیر در ۶ سپتامبر ۱۹۳۲ در پراگ چکسلواکی متولد شد. در ۱۹۵۷ مدرک کارشناسی ارشد مهندسی برق را از دانشگاه صنعتی چک در پراگ اخذ کرد. در ۱۹۶۲ مدرک دکترای علوم سیستم‌ها را از آکادمی علوم چکسلواکی دریافت کرد.
در دهه ۱۹۶۰ او به مدت دو سال به عراق رفت و در دانشگاه بغداد تدریس کرد. سپس به آمریکا مهاجرت کرده و در دانشگاه کالیفرنیا، لس‌آنجلس مشغول به تدریس شد. در ۱۹۶۹ به دانشگاه بینگهمتون رفت، جایی که در نهایت استاد تمام در رشته علوم سامانه‌ها شد. او در سال ۲۰۰۷ بازنشسته شد.

## فعالیت‌های علمی
جرج کلیر به چهار دهه فعالیت‌های بی‌وقفه در علوم سیستم‌ها مشهور است. اولین کارهای او در زمینه مدل‌سازی سیستم‌ها، شبیه‌سازی کامپیوتری، معماری کامپیوتر و ریاضیات گسسته بود. سپس تحقیقات گسترده‌ای در زمینه هوش مصنوعی، تئوری اطلاعات، منطق فازی و مجموعه‌های فازی انجام داد. او را می‌توان از بنیان‌گذاران علوم سامانه‌ها برشمرد.